# Jiménez, Coahuila
Jiménez är en ort i Mexiko.   Den ligger i kommunen Jiménez och delstaten Coahuila, i den norra delen av landet, 1 100 km norr om huvudstaden Mexico City. Jiménez ligger 255 meter över havet och antalet invånare är 1 160.
Terrängen runt Jiménez är platt.  Trakten runt Jiménez är nära nog obefolkad, med mindre än två invånare per kvadratkilometer. Jiménez är det största samhället i trakten. Trakten runt Jiménez består i huvudsak av gräsmarker.